# ③夏夏迷你Berryz
「③夏夏迷你Berryz」（③夏夏ミニベリーズ）是日本的女子偶像組合Berryz工房的第2枚迷你專輯。於2006年7月5日發行。唱片公司為PICCOLO TOWN。

## 概要
- 與上一張迷你專輯「Special! Best Mini ～2.5張的他～」相距約7個月。
- 收錄了第10張單曲「焦躁 來襲」。
- 除了單曲，本作更收錄了松浦亞彌的「Yeah! 超級假期」、洗牌組合三人祭的「Kiss! 夏日派對」和椰果少女組。的「光暈夏季」。
- 在7月17日於公信榜專輯週排行榜取得第20位

## 收錄內容

### CD
1. 焦躁 來襲（ジリリ キテル）
（作詞・作曲：淳君 編曲：湯淺公一）
10th單曲
2. 太過于夏天（マジ夏すぎる）
（作詞・作曲：淳君 編曲：橋本由香利）
3. 夏 Remember you
（作詞・作曲：淳君 編曲：橋本由香利）
4. Yeah! 超級假期（Yeah! めっちゃホリディ）
（作詞・作曲：淳君 編曲：伊東大和）
菅谷梨沙子主唱
5. Kiss! 夏日派對（チュッ! 夏パ〜ティ）
（作詞・作曲：淳君 編曲：山崎淳）
徳永千奈美・夏燒雅・熊井友理奈主唱
6. 光暈夏季（ハレーション サマー）
（作詞・作曲：淳君 編曲：平田祥一郎）
清水佐紀・嗣永桃子・須藤茉麻主唱